# 郭开朗
郭开朗（1960年10月—），男，汉族，山东文登人。中华人民共和国政治人物。1982年8月参加工作，1981年6月加入中国共产党。山东矿业学院地质测量系矿山测量专业学习、中国矿业大学北京研究生部经济管理系管理工程专业硕士。曾任工业和信息化部党组成员、中央纪委国家监委驻工业和信息化部纪检监察组组长。中国共产党第十九届中央纪律检查委员会委员。

## 簡歷
1978年10月，在山东矿业学院地质测量系矿山测量专业学习。
1982年8月，任煤炭工业部干部司技术干部管理处干部。1983年7月，任煤炭工业部干部司干部调配处主任科员。

### 中组部
1987年2月，任中共中央组织部经济科教干部局一处主任科员。1991年4月，任中共中央组织部经济科技干部局办公室副主任。

### 中办秘书
1994年3月，任中共中央办公厅秘书局秘书，当时的中共总书记是江泽民。1994年10月，任中共中央办公厅秘书局正处级秘书。1997年3月，任中共中央办公厅秘书局专职副局级秘书（其间于1994年9月至1997年7月，在中国矿业大学北京研究生部经济管理系管理工程专业在职研究生学习，获工学硕士学位）。2000年5月，任中共中央办公厅秘书局专职正局级秘书。

### 湖南省
2005年2月，任湖南省人民政府党组成员、省长助理。2006年11月，任湖南省人民政府副省长、党组成员。2010年12月，任中共湖南省委常委、湖南省人民政府副省长。2011年11月，任中共湖南省委常委、组织部部长。

### 工信部
2016年10月，接替金书波任工业和信息化部党组成员、中央纪委驻工业和信息化部纪检组组长。2018年6月，改任工业和信息化部党组成员、中央纪委国家监委驻工业和信息化部纪检监察组组长，至2022年10月卸任。